# Upp, psaltare och harpa
Upp, psaltare och harpa av Johan Olof Wallin var "ingångspsalm" (d.v.s. nummer 1) i både 1819 års psalmbok och 1937 års psalmbok. I 1986 års psalmbok har psalmen bara första och sista versen med. 
Melodi från 1400-talet, bearbetad 1540 av Hans Kugelmann i hans körverk Concentus novi trium vocum accomodati Melodin finns publicerad i 1695 års psalmbok till nr 86 Min själ skall lova Herran och samma melodi används i 1937 års psalmbok till Min själ skall lova Herran, En Fader oss förenar, Gud gav i skaparorden och Han kommer i sin kyrka. I Sionstoner 1889,1935 och 1972 är titeln "Dig skall ditt Sion sjunga" vilket är vers 7, av "Upp, psaltare och harpa".

## Publicerad som
- Nr 1 i 1819 års psalmbok som ingångspsalm.
- Nr 433 i Sionstoner 1889 med vers 7, under rubriken "Psalmer"
- Nr 1 i 1937 års psalmbok som ingångspsalm.
- Nr 52 i Sionstoner 1935 med titelraden "Dig skall ditt Sion sjunga", under rubriken "Guds lov".
- Nr 4 i Sionstoner 1972 med titelraden "Dig skall ditt Sion sjunga".
- Nr 326 i 1986 års psalmbok under rubriken "Lovsång och tillbedjan".